# Viola membranacea
Viola membranacea är en violväxtart som beskrevs av Wilhelm Becker. Viola membranacea ingår i släktet violer, och familjen violväxter. Inga underarter finns listade i Catalogue of Life.